# Twenty Something
Twenty Something é um curta-metragem de animação 2D americano de 2021 escrito e dirigido por Aphton Corbin, produzido pela Pixar Animation Studios e distribuído pela Walt Disney Studios Motion Pictures. Estrelado por Kaylin Price, Ariana Brown, Aliyah Taylor, Janelle Lasalle e Napoleon Highbrou, o filme foca em Gia, que lida com as inseguranças de ser uma jovem de 21 anos personificando suas emoções na forma de três crianças em um sobretudo. Nono curta-metragem da série SparkShorts, o curta foi lançado em 10 de setembro de 2021, no Disney+.

## Enredo
Depois de completar 21 anos, Gia é levada ao seu primeiro clube adulto por sua irmã mais velha, Nicole. Nervosa por ser adulta, Gia se personifica como três crianças (com idades entre 10, 16 e 1) empilhadas umas sobre as outras e vestindo um sobretudo. No início, Gia tem dificuldade em aceitar o que está ao seu redor e corre para o banheiro. Todos as três Gias discutem entre si sobre seus esforços fracassados em assumir o comando e decidem simplesmente fazer o melhor de seu tempo juntos e agir normalmente. Gia volta para a pista de dança com Nicole e esbarra em um homem.
16 se apaixona e tenta tomar as rédeas da situação, mas 1 acidentalmente pisa em seu pé e o assusta. 10 entra em uma discussão com 16 e 1 tenta assumir o controle, apenas para vomitar acidentalmente em outra pessoa. Todos as três Gias lutam até derramarem na pista de dança, fazendo com que todos parem e olhem. Humilhadas, as Gias todas fogem para chorar no banheiro.
Nicole vai ver como está sua irmã, dizendo-lhe que sabe como é difícil ser adulta. Depois que Nicole revela seu próprio momento embaraçoso em sua vida, Gia é lembrada de que já realizou muitas tarefas de adulto e que continuará a fazê-lo bem. As três Gias se abraçam e, ao saírem da baia, voltam a ser a Gia de 21 anos. Enquanto as irmãs voltam, elas imaginam todos os outros clubbers em várias idades e dançam a noite toda.

## Elenco
- Kaylin Price como Gia de 10 anos
- Ariana Brown como Gia de 16 anos
- Aliyah Taylor como Gia de 21 anos
- Janelle Lasalle como Nicole
- Napoleon Highbrou como um Cara Fofo

## Desenvolvimento
Em janeiro de 2021, foi anunciado que Aphton Corbin dirigirá um longa-metragem para a Pixar. Em 21 de julho de 2021, foi relatado que Corbin escreverá e dirigirá um curta-metragem de animação 2D intitulado Twenty Something. Em setembro de 2021, Corbin descreveu o curta como "A própria história em sua essência é lidar com as inseguranças da vida adulta". Corbin sentiu que "a parte mais difícil de acertar foi travar depois que ela teve a conversa 'Nós vamos sair e nos divertir!' tentando encontrar uma maneira justa de encerrar aquele momento antes que ela acabe de volta ao banheiro. Exatamente como o que ela faria lá e como isso a levaria a bagunçar."
Ela também achou que havia "muitas idas e vindas sobre como retratar essa fantasia de Gia e garantir que ela continuasse firme antes de revelarmos que todos os três são uma pessoa. Essa foi a coisa mais difícil, e marcar isso. E eu apenas pensei que precisava me divertir e fazer muitas coisas divertidas acontecerem com ela no segundo ato que seria divertido para as pessoas assistirem." Corbin disse que "a ideia original vem de eu ter 20 e poucos anos entrando no mercado de trabalho pela primeira vez na Pixar e sentindo todas as inadequações que estão vindo para você de uma vez, eu sou um adulto de sucesso ou um bando de crianças correndo por perto para fazer funcionar? Foi divertido visualizar [adulto] como um curta."

## Música
ASTU compôs a música para Twenty Something. A pontuação foi lançada em 10 de setembro de 2021.

## Lançamento
Twenty Something foi lançado em 10 de setembro de 2021, como um filme exclusivo do Disney+.

## Recepção
Bill Desowitz do IndieWire deu uma crítica positiva, dizendo que Twenty Something"é um curta 2D inteligente e engraçado". Brandon Zachary da Comic Book Resources também deu uma crítica positiva, dizendo que "é um curta-metragem afiado e doce, com um ponto claro e identificável sobre o crescimento, tudo baseado em designs elegantes e estilosos." Shawn Jackson, do That Hashtag Show deu ao curta uma avaliação de 88%, dizendo que "este pequeno filme comovente e hilário é provavelmente o melhor do grupo de Sparkshorts que a Pixar acaba de lançar."